# STX Europe
STX Europe AS (precedentemente nota come Aker Yards ASA) è stata un'azienda coreana attiva nel settore delle costruzioni navali. Sebbene l'azienda avesse sede ad Oslo e producesse gran parte delle sue navi in Europa, la proprietà era sudcoreana, in quanto l'azienda era controllata dal 2009 da STX Offshore & Shipbuilding – quarto costruttore navale del mondo – e da STX Engine, entrambe filiali di STX Corporation.

## Storia

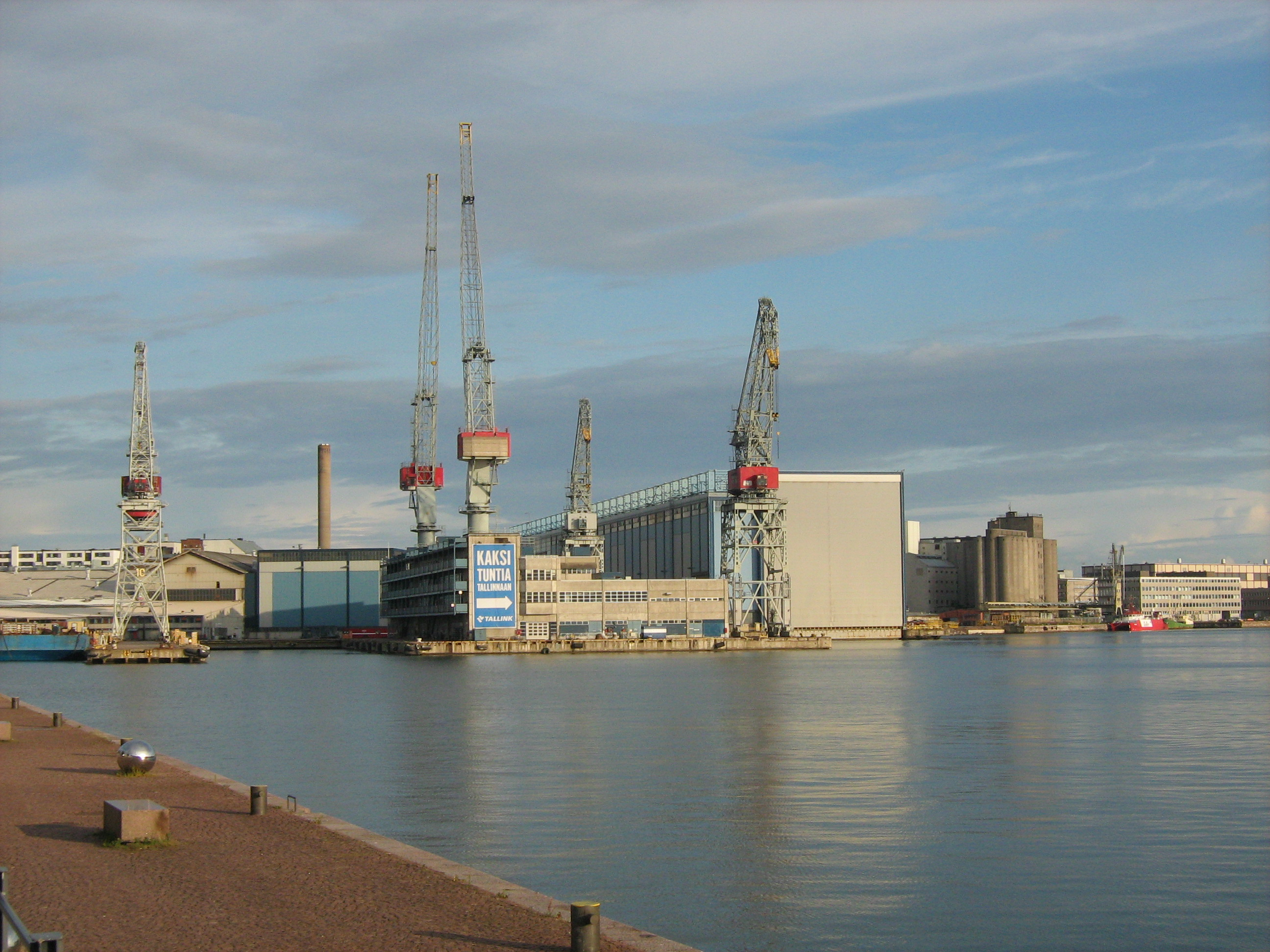
Il cantiere navale STX Europe a Helsinki

### Origini
Il gruppo Aker Yards ASA unisce i cantieri navali delle due principali aziende norvegesi: Aker ASA e Kværner ASA.
Aker ASA crea i suoi cantieri navali con l'acquisizione, nel 1992, dei cantieri del "Langsten group" e poi attraverso altre fusioni ed acquisizioni crea il gruppo "Aker Yards AS" nel 1998.
La Kværner ASA acquisisce nel 1990 i cantieri "Masa-Yards" (Kvaerner Masa-Yards); negli anni '90 vi furono diverse acquisizioni di cantieri (per arrivare a 13 cantieri), seguite poi da dismissioni; negli anni 2000, il gruppo possedeva 3 cantieri: "Masa-Yards" (Turku), "Kværner Warnow" (Rostock) e "Kvaerner Philadelphia Shipyard Inc" (Filadelfia).
La "Aker Kværner Yards AS" fu fondata nel 2002, era posseduta da Aker Kværner ASA (50%) Aker RGI Holding ASA (50%) e aveva 12 cantieri navali in Europa, 1 negli Stati Uniti ed 1 in Brasile.

### Aker Yards
La compagnia è stata fondata nella primavera del 2004 con il nome di Aker Yards ASA, attraverso la fusione delle attività di costruzione navale delle due aziende Aker ASA e Kværner ASA.
All'epoca l'azienda aveva 13 cantieri navali nel mondo: 6 in Norvegia, 2 in Finlandia (Rauma e Turku), 2 in Germania (Wismar e Rostock-Warnemünde), 2 in Romania (Brăila e Tulcea) e 1 in Brasile (Niterói).
L'azienda è quotata alla borsa di Oslo (ticker AKY, ISIN: NO 0010222995) nel maggio 2004.
Nel settembre 2004, il gruppo Aker Yards annuncia la fusione dei suoi due cantieri navali in Finlandia: "Kvaerner Masa-Yards Inc." (Turku) e "Aker Finnyards Inc." (Rauma), in una nuova società che si chiamerà "Aker Finnyards Oy" e che sarà operativa dal gennaio 2005. La "Aker Finnyards Oy" nel 2006 cambierà nome in "Aker Yards Oy" e infine nel 2008 in "STX Finland (Cruise) Oy".
Nel dicembre 2004, Kværner Masa-Yards (in seguito STX Finland) – come principale azionista – e ABB, Aker Kværner (in seguito Aker Solutions) e Wärtsilä – come azionisti minori – fondano la Aker Arctic Technology Oy a Helsinki.
Nel 2006, la Aker Yards compra, dalla Alstom, la divisione navale dell'azienda francese: Alstom marine, questa comprende i Chantiers de l'Atlantique di Saint-Nazaire e la Alstom Leroux Naval (ALN) di Lorient. Viene quindi creata una nuova azienda – la Aker Yards SA – comprendente i cantieri di Saint-Nazaire e di Lorient; la norvegese "Aker Yards ASA" possiede il 75% di "Aker Yards SA", mentre Alstom ha il rimanente 25%, e mantiene la sua partecipazione fino al 2010. Con questa acquisizione, Aker Yards ASA ha quindi 15 cantieri navali in 6 paesi del mondo e più di 16.0000 dipendenti.
Aker ASA, all'epoca l'azionista di maggioranza della Aker Yards col 75%, dall'estate 2006 inizia a ridurre la sua partecipazione nell'azienda; nel gennaio 2007 diminuisce la sua partecipazione azionaria dal 50,4% al 40,1%; poi nel marzo 2007 vende completamente la propria partecipazione nell'azienda.
Nell'agosto 2006, la Aker Yards prende il controllo del cantiere navale di "Okean" a Mykolaïv (Ucraina). Nel 2007, viene creato un cantiere in Vietnam, all'epoca il gruppo consta quindi di 18 cantieri nel mondo, in: Brasile (1), Finlandia (3), Francia (2), Germania (2), Norvegia (6), Romania (2), Vietnam (1) e Ucraina (1).
Il 23 ottobre 2007, STX ha acquistato alla borsa di Oslo il 39,2% del capitale di Aker Yards, e ne diventa l'azionista principale.
La Aker Yards è quindi rilevata nel mese di ottobre 2007 dalla sudcoreana STX Offshore & Shipbuilding. Questa operazione è approvata della Commissione europea nel maggio 2008.
Nel marzo 2008, la Aker Yards ha venduto il 70% dei suoi cantieri navali in Germania (a Wismar e a Rostock) e in Ucraina (a Mykolaïv) alla società di investimento russa FLC West; la nuova società è stata chiamata nel settembre 2008 Wadan Yard.
Nel mese di agosto 2008, STX aumenta la propria partecipazione in Aker Yards al 92,46% del capitale.

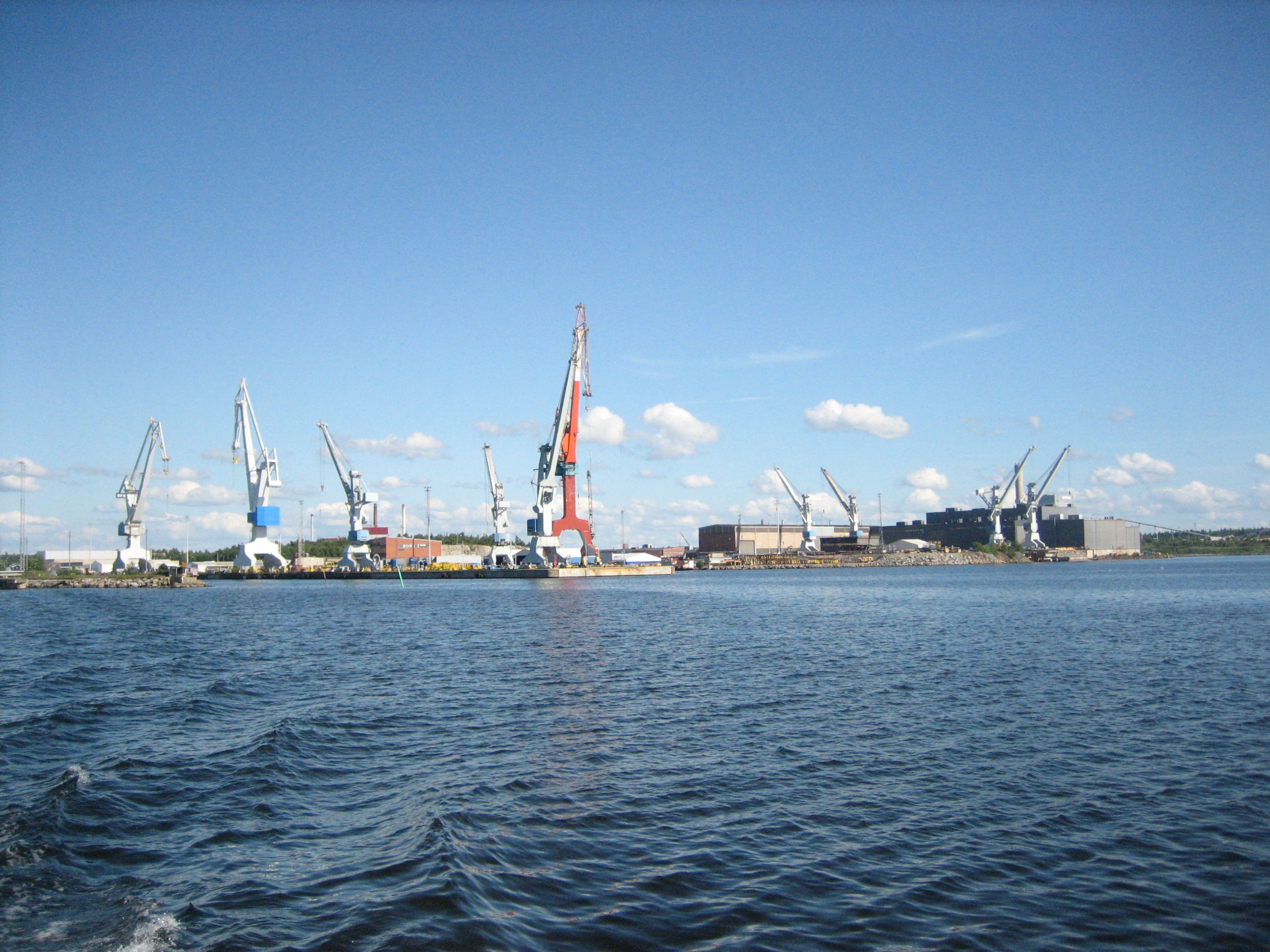
Il cantiere dell'STX Europe in Finlandia

### STX Europe
Il 3 novembre 2008, per riflettere la nuova proprietà dell'azienda, la Aker Yards ASA è rinominata STX Europe ASA; in conseguenza "Aker Yards France" cambia nome in "STX France Cruise SA" (nome commerciale "STX France").
Il 6 novembre 2008, la Repubblica francese diventa azionista di STX France (ufficialmente "STX France Cruise SA") al 33,34%; a seguito di questa operazione, "Alstom Holdings SA" – che aveva il 25% – diminiusce la sua partecipazione al 16,65%, mentre "STX Europe ASA" – che aveva il 75% – possiede ora il 50,01% di STX France.
Nel gennaio 2009, il gruppo STX completa l'acquisizione del 100% del capitale di STX Europe.
Nel febbraio 2009, STX Europe è ritirata dalla borsa di Oslo, dove era quotata dal 2004 con il ticker STXEUR (in precedenza AKY).
Nel giugno 2009, i cantieri tedeschi di Wadan Yards (30% STX Europe e 70% FLC West) falliscono; i due cantieri tedeschi sono quindi rilevati dalla Nordic Yards. Mentre il cantiere in Ucraina è stato trasferito a una società basata nelle Isole Vergini britanniche.
Nel marzo 2010, Alstom cede la sua partecipazione in STX France (16,65%) ad STX Europe; gli azionisti sono quindi STX Europe con il 66,66% e lo Stato francese con il 33,34%.
Nel 2010, con un'offerta pubblica iniziale, la STX OSV Holdings Ltd. è quotata alla borsa di Singapore.
Nel dicembre 2010, STX Finland Oy e United Shipbuilding Corporation (USC) creano la joint venture Arctech Helsinki Shipyard Oy a Helsinki.
Dismissione di STX Europe
Dal 2012, il gruppo STX Offshore & Shipbuilding, fortemente indebitato, inizia a vendere le sue filiali (e i suoi 15 cantieri navali).
Nel dicembre 2012, il gruppo italiano Fincantieri acquista "STX OSV Holdings" e la nuova società – stavolta basata in Norvegia ad Ålesund – è chiamata VARD e comprende 9 cantieri navali: 5 in Norvegia, 2 in Romania, 1 in Vietnam e 1 in Brasile (più un altro in costruzione).
Nel 2013, il gruppo norvegese Westcon acquista "STX Norway" che comprendeva "STX Norway Florø AS" e "STX Norway Design Florø AS", che diventano rispettivamente "Westcon Yard Florø" e "Westcon Design Florø".
Nel settembre 2013, il cantiere navale di Rauma di "STX Finland" chiude; nel gennaio 2014 è acquistato dalla città di Rauma e in seguito sul sito dei cantieri si installa la nuova società Rauma Marine Constructions Oy (RMC).
Il 13 marzo 2014, STX Corporation annuncia di voler vendere i cantieri di STX Europe di Saint-Nazaire, Lorient e Turku.
Nel 2014, il cantiere finlandese di Turku è venduto a Meyer Werft (e diventa "Meyer Turku Oy"), e le altre filiali finlandesi ("Aker Arctic Technology Oy" e "Arctech Helsinki Shipyard Oy") sono vendute rispettivamente a "Suomen Teollisuussijoitus Oy"/"Finnish Industry Investment Ltd" ed a United Shipbuilding Corporation: la "STX Finland" è completamente smantellata.
Nel 2016, i cantieri di Lorient ("STX France Lorient SAS" ex "Alstom Leroux Naval") sono acquistati da Kership; la nuova società assume il nome di "Kership Lorient SASU"; i cantieri sono situati a Lanester sul sito industriale del Rohu.
Nel maggio 2017, è trovato un accordo con Fincantieri per l'acquisizione dei cantieri di Saint-Nazaire di STX France. Tuttavia l'accordo è rimesso in causa dal nuovo governo francese; con un decreto del 27 luglio 2017 e poi con un'ordinanza del 2 ottobre 2017 "STX France" è nazionalizzata dallo Stato francese; in attesa di un nuovo accordo franco-italiano con Fincantieri. Il 18 luglio 2018, STX France cambia nome in Chantiers de l'Atlantique e riprende così la sua denominazione di origine.
Con la vendita del cantiere di Saint-Nazaire di STX France nel luglio 2017, la STX Europe non ha più cantieri navali, è sostanzialmente svuotata di ogni attività e può considerarsi completamente smantellata.

## Attività

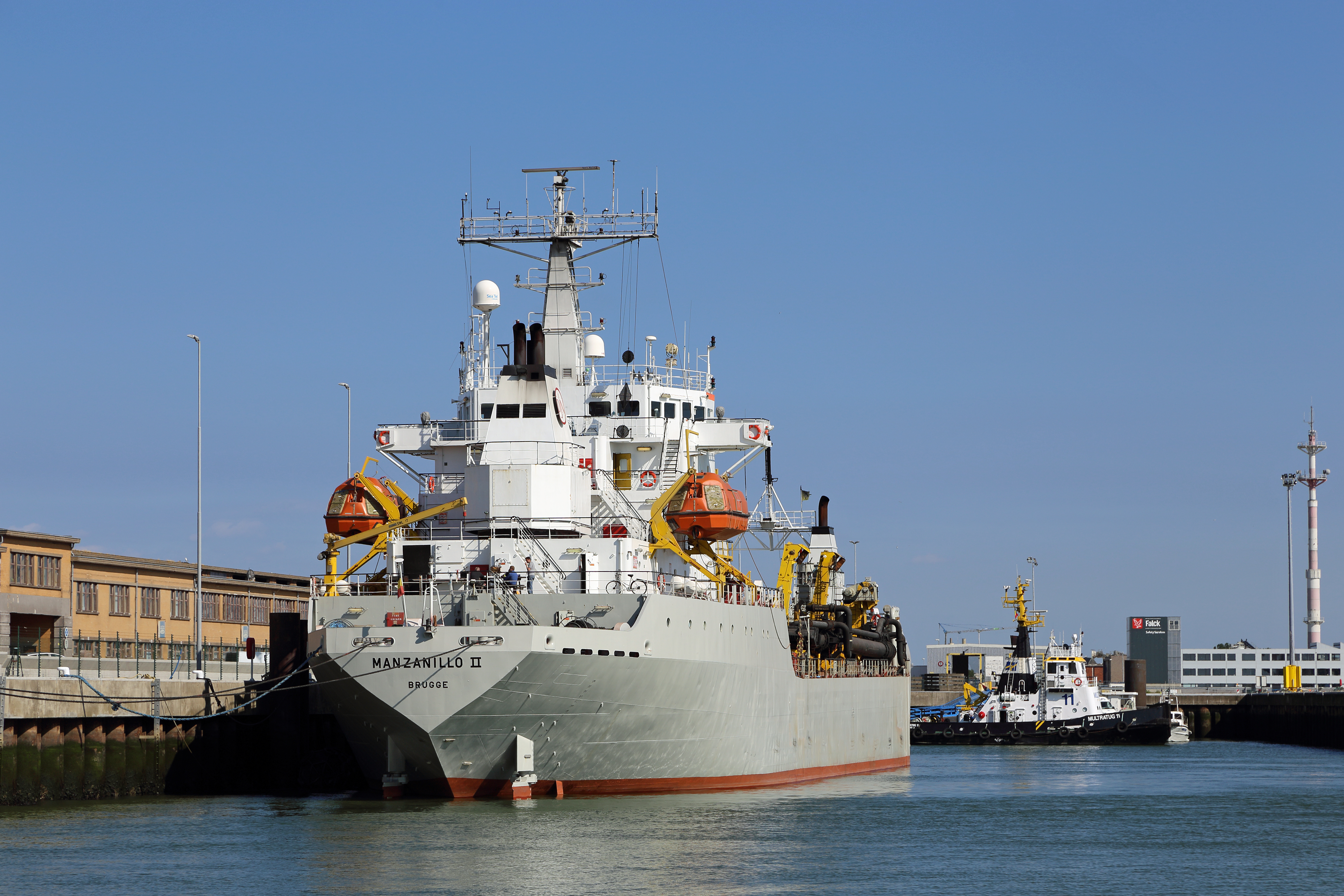
La nave Manzanillo II nel porto di Ostenda (Belgio)

STX Europe è stata il principale costruttore navale europeo, con 15 cantieri navali: 3 in Finlandia, 2 in Francia e 1 in Norvegia e altri 9 cantieri dipendenti da "STX OSV Holdings" e distribuiti tra Norvegia (5), Brasile (2), Romania (2) e Vietnam (1); in ognuna di queste nazioni i cantieri erano gestiti da una società interamente controllata da STX Europe. L'azienda aveva tre aree di business: Cruise & Ferries per le navi da crociera e i traghetti, Offshore & Specialized Vessels per le navi particolari (ad esempio pescherecci o navi da ricerca scientifica) e Other Operations per tutto il resto.
Tra i suoi clienti vi erano operatori del calibro di Carnival Corporation & plc (Carnival Cruise Line, Costa Crociere, Cunard Line, Princess Cruises), MSC Crociere, Norwegian Cruise Line e Royal Caribbean Cruises (Royal Caribbean International e Celebrity Cruises); le navi da crociera erano costruite nei cantieri navali di Saint-Nazaire e di Turku.
Nel 2007, quando STX acquistò Aker Yards, le attività delle due aziende erano generalmente distinte:
- Il gruppo STX era presente in tre grandi settori di attività: la costruzione navale e l'equipaggimento marittimo (compresi i motori), il trasporto marittimo e la logistica, e l'energia e le costruzioni. Nel contesto dell'attività di costruzione navale, la STX progettava e costruiva diversi tipi di navi commerciali, come portacontainer, portarinfuse, navi cisterna, chimichiere, petroliere e metaniere.
- La Aker Yars produceva essenzialmente delle navi ad alta tecnicità. La gamma di prodotti comprendeva navi da crociera, traghetti, navi mercantili, navi offshore e specializzate. Le navi da crociera e i traghetti rappresentavano circa il 44% del fatturato dell'azienda.

Le attività delle filiali di STX Europe erano le seguenti:
- STX France : principalmente progettazione e costruzione di navi da crociera e traghetti, ed in minor misura navi militari;
- STX Finland : progettazione e costruzione di navi da crociera;
  -  Aker Arctic Technology : sviluppo, progettazione, ingegneria e test di navi polari e rompighiaccio;
  -  Arctech Helsinki Shipyard : progettazione e costruzione di navi polari e rompighiaccio;
- STX Norway Florø : altre operazioni, progettazione, conversione, manutenzione e riparazione navi;
- STX OSV Holdings : progettazione e costruzione di navi offshore e specializzate: Platform Supply Vessels (PSV), Anchor Handling Tug Supply vessels (AHTS), Offshore Subsea Construction Vessels (OSCV), Offshore Renewables Vessels (ORV), Passenger Vessels (PV), Offshore Patrol Vessels (OPV), Fisheries and Aqua Culture Vessels (FACV) ed altre navi specializzate come navi da ricerca, guardacoste, navi posacavi, navi sismiche e rompighiaccio.

## Organizzazione
Struttura societaria e filiali
- STX Corporation
  -  STX Offshore & Shipbuilding (66,7%) & STX Engine (33,3%)
    -  STX Norway AS (Oslo)
      -  STX Europe AS (Oslo)
        -  STX France SA (66,66%) (Saint-Nazaire)
          -  STX France Lorient SAS (Lorient)

        -  STX Finland Oy (Helsinki)
          -  Aker Arctic Technology Oy (Helsinki)
          -  Arctech Helsinki Shipyard Oy (50%) (Helsinki)

        -  STX Norway Florø AS (Florø)
          -  STX Norway Design Florø AS (Florø)

        -  STX OSV Holdings Ltd. (50,75%) (Singapore e Oslo)

Cantieri navali
- STX France SA (ex Alstom marine)
  -  "STX France Cruise SA" a Saint-Nazaire (→ Chantiers de l'Atlantique[30])
  -  "STX France Lorient SAS" a Lorient (→ Kership Lorient[27][28])
- STX Finland Oy (ex Aker Yards Oy)
  - "STX Finland Cruise Oy" a Rauma (→ Rauma Marine Constructions Oy[25])
  - "STX Finland Cruise Oy" a Turku (→ Meyer Turku Oy[26])
  - "Aker Arctic Technology Oy" a Helsinki[31]
  - "Arctech Helsinki Shipyard Oy" a Helsinki[32]
- STX Norway Florø AS
  -  "STX Norway Florø AS" a Florø (→ Westcon Yard Florø[24])
  -  "STX Norway Design Florø AS" a Florø (→ Westcon Design Florø[24])
- STX OSV Holdings Ltd. (→ VARD[20] ad Ålesund)
  -  "STX OSV Aukra" a Aukra
  -  "STX OSV Brattvaag" a Brattvåg, nel comune di Haram
  -  "STX OSV Brevik" a Brevik, nel comune di Porsgrunn
  -  "STX OSV Langsten" a Tomrefjord, nel comune di Vestnes
  -  "STX OSV Søviknes" a Søvik, nel comune di Haram
  -  "STX OSV Braila SA" a Brăila
  -  "STX OSV Tulcea SA" a Tulcea
  -  "STX OSV Niteroi SA" a Niterói
  -  "STX OSV Vietnam Ltd." a Vũng Tàu